# Pohár šesti národů

Přehled účastnických zemí

Pohár šesti národů (anglicky Six Nations Championship) je sportovní turnaj v rugby union, kterého se účastní družstva ze šesti evropských území – Anglie, Skotska, Walesu, Irska, Francie a Itálie. Hlavním sponzorem soutěže je Royal Bank of Scotland. Vítěz turnaje platí za neoficiálního mistra Evropy.
Soutěž byla založena v roce 1883, kdy se jí původně účastnily jen země Spojeného království – Anglie, Irsko, Skotsko a Wales jako Home Nations. V roce 1910 byla soutěž rozšířena o Francii a přejmenovala se na Five Nations (Pět národů). Ve své současné formě a s názvem působí od roku 2000, kdy se jí účastní i Itálie.
Od roku 2001 existuje rovněž Pohár šesti národů pro ragby žen. 
Pro ostatní evropské týmy pořádá Rugby Europe další turnaje Mezinárodní mistrovství Evropy v ragby kde jsou týmy výkonnostně rozděleny sestupně do soutěží (dříve divizí) mezi kterými se postupuje a sestupuje. V současnosti se Mezinárodní mistrovství Evropy v ragby člení na: 
- Rugby Europe Championship
- Rugby Europe Trophy
- Rugby Europe Conference 1 (sever, jih)
- Rugby Europe Conference 2 (sever, jih)
- Rugby Europe Development